# Витгард
Витгард (нидерл. Wijtgaard или нидерл. Wytgaard) — деревня, расположенная на территории общины Леуварден в провинции Фрисландия (Нидерланды). В январе 2017 года её население составляло 570 человек.

## История
Витгард был основан как небольшая деревушка в XVII веке в местности, которая примерно до XIII века располагался на окраине бывшего ныне не существующего эстуария Мидделзе. Деревушка выросла в качестве католического анклава, расположенного к западу от протестантской деревни Вирдум. В 1485 году этот район был упомянут в документе как Wytghardera ny land. Возможно, это упоминание относится к монастырю, который должен был находиться там и обозначенный как De Witte Gaarde.
Местность, на которой в конечном итоге возникнет Витгард, уже была немного заселена и в 1511 году упоминалась как Wijtgaerdt, а в 1543 году — как Uuytgaerd. В 1718 году основанная здесь деревня уже отмечалась в документах под своим нынешним названием, при этом преимущественно использовалось написание Wijtgaard. Деревушка состояла из двух основных районов, которые в итоге слились воедино. До муниципальной реорганизации, проведённой в 1944 году, Витгард относился к муниципалитету Леувардерадел.
Деревня стала независимой в 1957 году, когда она официально отделилась от Вирдума, примерно в то же время стало снова использоваться написание Wytgaard. При этом неизвестно, было ли тогда официально изменено написание названия деревни, но Wytgaard стало появляться в некоторых официальных записях. В документах же муниципальные чиновники преимущественно использовали и продолжают использовать написание Wijtgaard. Оба этих варианта используются в нидерландском языке. На западнофризском языке название деревни писалось как Wytgaerd до 1982 года, когда Фризская академия изменила его на Wytgaard в качестве предпочтительного написания на западнофризском. До сих пор не определено настоящее официальное название деревни, но в почтовом индексе она официально называется Wytgaard. Это написание всё чаще используется на нидерландском языке, но написание Wijtgaard продолжает упоминаться, особенно часто на картах.